# Ácido jasmônico
Os jasmonatos e seus derivados são moléculas orgânicas que possuem estrutura química muito semelhante às prostaglandinas. Um desses compostos, o metil jasmonato, é um composto importante na indústria de perfumes pois é o responsável pelo perfume do óleo essencial de jasmim.

## Papel Fisiológico
Quando os jasmonatos foram isolados, eles foram inicialmente considerados somente como inibidores do crescimento de plantas. Mais tarde, porém, foi demonstrado que regulam vários processos fisiológicos em plantas. Eles mostraram exibir o efeito de inibir a germinação de sementes e pólens, retardar o crescimento de raízes e promover a ondulação de gavinhas. Em Arabidopsis, regulam a acumulação de proteínas de estoque durante o desenvolvimento das sementes. Parecem estar envolvidos também na regulação temporal do crescimento e do desenvolvimento de flores.
Além disso, os jamonatos desempenham um papel importante na resistência de plantas contra insetos e fungos patogênicos. As plantas acumulam jasmonatos e seus derivados quando são feridas ou tratadas com elicitadores derivados de patógenos. O tratamento com jasmonato exógeno resulta em um aumento da expressão de proteínas envolvidas na defesa, como, por exemplo, proteínas antifúngicas e fitoalexinas. Este mesmo tratamento também diminui a expressão de genes envolvidos no crescimento e no metabolismo primário, para que assim os recursos sejam direcionados para a defesa da planta.

## Biossíntese
A via biossintética do ácido jasmônico depende da ação sequencial de várias enzimas, e envolve duas organelas, o cloroplasto e o peroxissomo.
Sua biossíntese  é iniciada com a liberação intracelular do ácido linolênico da membrana plasmática pela ativação da enzima Fosfolipase. O ácido linolênico é convertido a ácido 13-hidroperóxilinoleico pela enzima Lipoxigenase (LOX). Posteriormente, a enzima aleno óxido sintase (AOS) forma o ácido 12,13-epoxi-linolênico, que é convertido em ácido 12-oxo-fitodienoico, pela ação da Aleno óxido ciclase (AOC). O ácido 12-oxo-fitodienoico é então transportado para os peroxissomos, e reduzido pela ação da oxi-fitodienoato redutase (OPR) formando o ácido 3-oxo-2-(2’[Z]-pentenil)-ciclopentano-1-octanoato, que é então convertido em ácido jasmônico (JA), após três etapas realizadas por enzimas da β-oxidação. O jasmonato é transportado para o citosol, e pode ou não ser metilado, pela ação da acido jasmônico carboxilo metiltransferase (JMT) formando o MeJA. Em geral, a concentração do ácido jasmônico e do metil jasmonato é similar àquela observada para o acido abscísico, sendo suficiente para as respostas fisiológicas.

### Regulação da Biossíntese
Existem algumas evidências que sugerem que o jasmonato está sob controle por feedback positivo, pois várias das suas enzimas biossintéticas, como a LOX, a AOS, a AOC e a OPR são reguladas positivamente quando tratadas com jasmonato.